# Caldesia (plantengeslacht)
Caldesia is een geslacht uit de waterweegbreefamilie (Alismataceae). De soorten komen voor in de Oude Wereld (Afrika, Europa en Azië) en in Noord-Australië.

## Soorten
- Caldesia grandis Sam.
- Caldesia janaki-ammaliae Guha & M.S.Mondal
- Caldesia parnassifolia (Bassi) Parl.

Albidella · 
Alisma (Waterweegbree) · 
Baldellia · 
Burnatia · 
Caldesia · 
Damasonium · 
Echinodorus · 
Limnophyton · 
Luronium · 
Ranalisma · 
Sagittaria · 
Wiesneria